# 雪山园丁鸟属
雪山园丁鸟属（学名：Archboldia）是雀形目园丁鸟科的一个属。该属有以下物种：
- 雪山园丁鸟 Archboldia papuensis Rand, 1940
- 桑氏园丁鸟 Archboldia sanfordi Mayr & Gilliard, 1950（分类地位有争议，也被认为是雪山园丁鸟的亚种）